# Tonight, Tonight
Tonight, Tonight è un singolo della band alternative rock statunitense The Smashing Pumpkins, il terzo estratto dall'album Mellon Collie and the Infinite Sadness del 1995. Questo singolo è stato anche successivamente pubblicato nel box set The Aeroplane Flies High.

## Il brano
Sebbene il "frontman" Billy Corgan iniziò a scrivere l'album successivo dopo il tour di Siamese Dream, le registrazioni del brano iniziarono durante il tour stesso in uno studio di registrazione di Chicago.
Il singolo raggiunse il 36º posto nella Billboard Hot 100 negli Stati Uniti e e il 7º posto nella classifica Official Singles Chart nel Regno Unito.

## Video
Al successo del singolo contribuì anche il videoclip, ispirato al film muto di Georges Méliès Viaggio nella Luna, e realizzato grazie alla regia di Jonathan Dayton e Valerie Faris con la partecipazione, come attori, di Tom Kenny e Jill Talley. Il video vinse in ben 5 categorie (Video of the year, Best Direction in a Video, Best Special Effects in a Video, Best Art Direction in a Video, Best Cinematographic in a Video) agli MTV Video Music Awards 1996 (il gruppo vincerà un ulteriore premio grazie al video di 1979).

## Tracce
CD maxi singolo USA
1. Tonight, Tonight – 4:16
2. Meladori Magpie – 2:44
3. Rotten Apples – 3:04
4. Medellia of the Gray Skies – 3:11

CD maxi singolo EU
1. Tonight, Tonight – 4:16
2. Meladori Magpie – 2:44
3. Rotten Apples – 3:04
4. Jupiter's Lament – 2:32
5. Medellia of the Gray Skies – 3:11
6. Blank – 2:55
7. Tonite Reprise – 2:41

## Classifiche
| Classifica (1996)                   | Massima posizione |
| ----------------------------------- | ----------------- |
| Australia (ARIA Charts)             | 21                |
| Canada (RPM)                        | 32                |
| Regno Unito                         | 7                 |
| Stati Uniti (Billboard Alternative) | 5                 |
| Stati Uniti (Billboard Hot 100)     | 36                |

## Formazione
The Smashing Pumpkins
- Billy Corgan – voce, chitarra, tastiere
- James Iha – chitarra
- D'arcy Wretzky – basso, cori
- Jimmy Chamberlin – batteria

Altri musicisti
- Dennis Flemion – strumenti addizionali in Medellia of the Gray Skies
- Jimmy Flemion – strumenti addizionali in Medellia of the Gray Skies